# 境宏樹
境 宏樹（さかい ひろき、1992年12月21日 - ）は、日本の科学者・経営者・サイエンスコミュニケーターである。サイエンスショーの企画、出演、高等教育での特別講師、テレビ番組の出演、ドラマや映画の科学監修、実験装置の開発、製作などを手がける。株式会社FRACTALのCEOでもある。

## 略歴
- 愛知県岡崎市出身。
- 岡崎市立大樹寺小学校出身。
- 岡崎市立岩津中学校出身。
- 岡崎城西高等学校出身。
- 2016年、科学をコンセプトとした飲食店「サイエンスバー FRACTAL」を創業[2]。
- 2018年にTwitterにてサイエンスバーFRACTAL が拡散され、テレビ出演が増える。
- 東海オンエアの動画内にてドクターの愛称で出演する。
- 2019年、株式会社FRACTAL を設立。自身が代表取締役社長となる。
- 2023年4月よりYoutuber事務所であるUUUMに所属する。[3]

## 人物
2016年7月から科学を伝えるサイエンスコミュニケーターとして活動。同時に科学をコンセプトにした飲食店「サイエンスバーFRACTAL」を経営。専門は有機合成化学である。 サイエンスショーを中心に科学の世界を分かりやすい公演を行う。境宏樹自身が企画するサイエンスショーでは本物を取り扱う事に強いこだわりを持ち、過去の公演ではダイヤモンドを燃焼させ二酸化炭素を発生させた。これによりダイヤモンドが炭素からなる物質であることを証明した。2018年の公演から有機化学を取り扱う実験が多く行われている。理化学用品はとても高価なものが多く、その節約のためにあんぱんひとつを3日に分けて食べながら生活したことがある。2018年12月にはYouTuberの「東海オンエア」と動画内で共演し、現在も定期的に出演している。2019年11月には自身の経営するFRACTALを法人化しており、2020年10月に本社を移転しYoutubeやTikTokへ動画を投稿している。
2021年より投稿を開始したTikTokにおける実験動画が人気をもたらし、各メディアや公演会などを実施している。

## 出演

### 舞台・公演
- Dr.SAKAI サイエンスショー（2017年）
- FRACTAL サイエンスショー（2018年）
- ニコニコ超会議（2019年）[15]
- TikTok creator festival （2022年）
- TikTok Award Japan（2022年）
- TikTok creator festival （2024年）

### テレビ
- イッポウ （2018年、CBCテレビ）
- ふるさとイチバン! （2018年、東海テレビ）[16]
- まるっと（2019年、NHK）
- かたりぽ（2019年、TOKYO MX）[17]
- キャッチ（2019年、中京テレビ）
- 本能Z（2020年、CBCテレビ）[18]
- 探究の階段（2021年、テレビ東京）[19]
- みやぞんが突撃解明やたら気になるアレって…？？（2022年、中京テレビ）
- 日本シン人種図鑑（2022年、テレビ東京）[20][14]

### ラジオ
- FMおかざき（2017年 - 2018年）過去8回出演
- CBCラジオ（2019年）

### 科学監修
- キワドイ2人（TBS ドラマ）[21]
- インビジブル（TBS ドラマ）
- 100万回 言えばよかった（2023年、TBS ドラマ）[22]
- ラストマイル（2024年、映画、爆弾制作監修）

## YouTuberとの交流
「科学を子供達に広めたい」という強い思いから人気YouTuberとも共演している
- 東海オンエア
- くられ[15]
- 市岡元気[23]